# Moriski
Moriski (špansko moriscos, portugalsko mouriscos) so Mavri, ki so jih v poznem 15. stoletju prisilno pokristjanili. Med inkvizicijo so jih iz Španije pregnali v Severno Afriko.
Moriske v srednjeveškem muslimanskem pravoznanstvu označujejo tudi kot mudejarje (izg.: mu'dehar), tj. »tiste, ki so se uklonili«. Ta pojem je v arabskih virih običajnejši.